# 来氟米特
来氟米特（英語：Leflunomide）是用于治疗類風濕性關節炎、乾癬性關節炎及预防器官移植后排斥的口服药物 。用藥到藥效发生一般會在6周内。
常见副作用包括腹泻、肝炎、脱发和皮疹。其他副作用包括可能感染、血小板减少、白血球减少和癌症。怀孕期间使用可能会造成胎儿異常。它是一种改善病情的抗风湿药物(DMARD) 和免疫抑制剂 。作用機轉是阻断二氫乳清酸脫氫酶而减少淋巴细胞。
来氟米特分別在1998年及1999年，在美国及歐洲取得医疗使用許可 。目前已有數種學名藥在醫療上使用。

## 延伸閱讀
- Shankaranarayana S, Barrett C, Kubler P. . Australian Prescriber. February 2013, 36 (1): 28–32. doi:10.18773/austprescr.2013.010 .